# Catherine Arscott
Catherine Arscott (31 de mayo de 1982) es una deportista australiana que compitió en judo. Ganó cinco medallas en el Campeonato de Oceanía de Judo entre los años 2006 y 2014.

## Palmarés internacional
| Campeonato de Oceanía | Campeonato de Oceanía        | Campeonato de Oceanía | Campeonato de Oceanía |
| Año                   | Lugar                        | Medalla               | Categoría             |
| --------------------- | ---------------------------- | --------------------- | --------------------- |
| 2006                  | Papeete (Francia)            | Medalla de oro        | –78 kg                |
| 2008                  | Christchurch (Nueva Zelanda) | Medalla de plata      | –78 kg                |
| 2012                  | Cairns (Australia)           | Medalla de bronce     | –70 kg                |
| 2013                  | Apia (Samoa)                 | Medalla de bronce     | –70 kg                |
| 2014                  | Auckland (Nueva Zelanda)     | Medalla de plata      | –70 kg                |